# 哥白尼原則

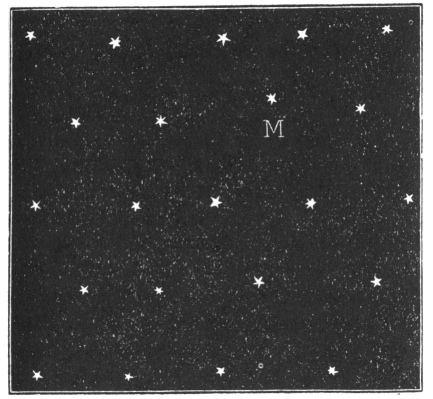
克卜勒著作《哥白尼天文學概要》（Epitome Astronomiae Copernicanae）一書中的圖繪：一顆平凡無奇的星被標註「M」（拉丁文Mundus的縮寫），即「世界」，旨在說明地球只是宇宙眾多相似星星裡的其中一顆

哥白尼原則（英語：Copernican principle），又稱哥白尼原理，是一種哲學的陳述：人類在觀測宇宙時並非處於一個特殊地位（例如由造物者特別打造的中心位置），類似平庸原理。
原本托勒密模型的天空將地球放置在太陽系的中心，尼古拉·哥白尼則發現天體的運動可以不用地球（或別的）在中心的幾何系統來解釋，所以他假設從一個特別的位置來觀測是可以轉化至別的位置來說明。
哲學家伊曼努爾·康德用「哥白尼迴轉輪」來闡述他的《當代認識論》中肯的思想方法的效應。他把知識主題的外在情況和品質歸咎於人的所有概念和經驗主義的經驗中心，并且克服了理性主義 - 經驗主義的僵局，成為17和18世紀的特色。
將哥白尼原則應用在宇宙論上，也就是認為宇宙在大尺度下是均質和各向同性的。這個原則不僅僅是一種哲學上的聲明，也是一種重大的認知：從均質和各向同性的觀點看，在統計上產生大規模的偏差是不可能的；這也就是承認在觀測上的發現，可以經由各種不同的觀測加以印證。
在實務上，天文學家在超星系團、星系纖維和空洞的尺度上觀測時，仍有不同的結構，但考慮到更大，在2億秒差距的尺度時，宇宙基本上是均質的。但是，當這是真實的，則宇宙在大尺度的時間上不是均質和各向同性的，因為它是從條件極端不同下的大霹靂演化過來的，並且將繼續往極端不同的情況發展下去，特別在暗能量的影響不斷提升下，明顯的朝向大冰凍或是大割裂發展。在非宇宙論時間尺度下的時間內宇宙是均質的，但是在基本粒子交互作用的時間尺度內不是各向同性的。在大尺度下各向異性的時間將導出最基本的近代物理的懸案。
2011年，中国科学院上海天文台研究员张鹏杰对哥白尼原理进行了检验，证实在径向尺度30亿光年以上哥白尼原則成立。

## 外部連結
- Spiked-online Article
- Slate: How will the Universe End?（页面存档备份，存于）
- An impertinent resumé of the Anthropic Cosmological Principle by Daniel Berger（页面存档备份，存于）
- Kids.net Encyclopedic Definition（页面存档备份，存于）